# Ялиярви
Ялиярви — пресноводное озеро на территории Луусалмского сельского поселения Калевальского района Республики Карелии.

## Общие сведения
Площадь озера — 3,5 км², площадь водосборного бассейна — 39,4 км². Располагается на высоте 121,6 метров над уровнем моря.
Форма озера лопастная, продолговатая: оно вытянуто с северо-запада на юго-восток. Берега каменисто-песчаные, местами заболоченные.
Из западной оконечности озера вытекает ручей Ялиоя, впадающий с правого берега в реку Кенто, впадающую, в свою очередь, в озеро Юляярви, которое протокой сообщается с озером Алаярви. Воды из последнего через протоку Ельмане уже втекают в озеро Среднее Куйто.
К северу и востоку от озера проходит автодорога местного значения 86К-38 («Боровой — Луусалми»).
Код объекта в государственном водном реестре — 02020000811102000004845.